# Prvenstvo Avstralije 1921
Prvenstvo Avstralije 1921 v tenisu.

## Moški posamično
Rhys Gemmell :  Alf Hedeman, 7–5, 6–1, 6–4

## Moške dvojice
Scott Eaton /  Rhys Gemmell :  N. Brearley /  Edward Stokes, 7–5, 6–3, 6–3